# Stanisława Stępniówna

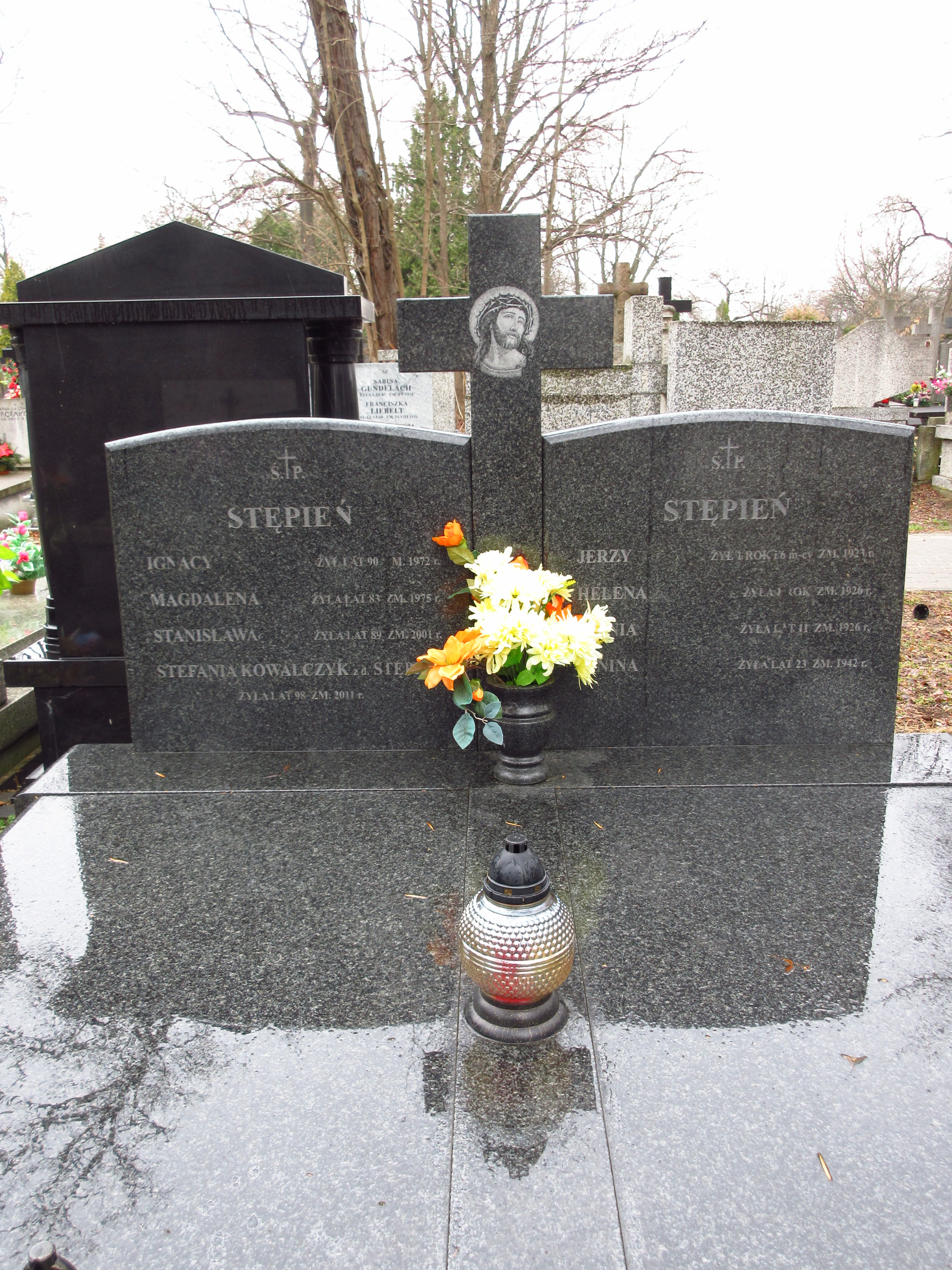
Grób Stanisławy Stępniówny na cmentarzu Bródnowskim

Stanisława Stępniówna (ur. 19 marca 1914 w Warszawie, zm. 13 lutego 2001 tamże) – polska aktorka.

## Kariera aktorska
Ukończyła szkołę Tacjanny Wysockiej, gdzie uczyła się rytmiki i plastyki. Po gimnazjum związała się z Instytutem Reduty, od 1935 Iwo Gall zaangażował ją w częstochowskim Teatrze Kameralnym. Razem z nim powróciła do Warszawy, gdzie otrzymała propozycje od Arnolda Szyfmana, aby występować w kierowanym przez niego Teatrze Polskim. Podczas II wojny światowej pracowała jako kelnerka, po powstaniu warszawskim początkowo przebywała w Dulagu 121 w Pruszkowie, a następnie wielokrotnie zmieniała miejsca pobytu. Po zakończeniu działań wojennych powróciła do stolicy i otrzymała na trzy miesiące angaż w Teatrze Nowej Warszawy, a następnie do 1948 występowała na scenie Miejskich Teatrów Dramatycznych. Od sezonu 1948/1949 grała w Teatrze Polskim, a od 1952 przez pięć sezonów w Teatrze Domu Wojska Polskiego. W 1957 zaczęła grać w Teatrze Dramatycznym i występowała tam do przejścia na emeryturę w 1976.
Pochowana na cmentarzu Bródnowskim (Kw. 10B, rząd V, grób 20).

## Filmografia
- 1939: Włóczęgi jako Krysia Dorn, wnuczka Gałeckiego (reż. Michał Waszyński)
- 1971: Gonitwa (reż. Zygmunt Hübner)

## Spektakle teatralne
- 1935: Pocałunek przed lustrem jako reporterka (Teatr Kameralny w Częstochowie - reż. Stanisław Dębicz)
- 1936: Tessa jako Paulina (Teatr Nowy – reż. Aleksander Węgierko)
- 1937: Wiśniowy sad jako Ania (Teatr Polski - reż. Zbigniew Ziembiński)
- 1937: Damy i huzary jako Józia (Teatr Polski – reż. Aleksander Zelwerowicz)
- 1937: Gałązka rozmarynu jako Zosia (Teatr Polski - reż. Aleksander Węgierko)
- 1945: Placówka jako Magda (Teatr Comoedia – reż. Zygmunt Bończa-Tomaszewski)
- 1946: Portret Generała jako Krysia (Teatr Comoedia - reż. Stefan Wroncki)
- 1946: Wesele jako Zosia (Teatr Rozmaitości – reż. Kazimierz Wilamowski)
- 1946: Subretka jako Phillis Carrington (Teatr Mały – reż. Helena Gruszecka)
- 1947: Szklana menażeria jako Laura (Teatr Rozmaitości - reż. Jan Kochanowicz)
- 1947: Starzy przyjaciele jako Tonia (Teatr Powszechny - reż. Witold Koweszko)
- 1947: Świerszcz za kominem jako Kropeczka (Teatr Powszechny – reż. Janusz Dziewoński)
- 1948: Dom przy drodze jako Joanna (Teatr Miniatury - reż. Irena Ładosiówna)
- 1948: Szczęśliwe dni jako Marianna (Teatr Comoedia - reż. Janusz Dziewoński)
- 1948: Mężczyzna jako Elka (Teatr Comoedia - reż. Jan Kochanowicz)
- 1948: Pan Jowialski jako Helena (Teatr Nowy - reż. Aleksander Zelwerowicz)
- 1949: Mąż i żona jako Elwira (Teatr Polski – reż. Bohdan Korzeniowski)
- 1952: Oto Ameryka! jako pielęgniarka (Teatr Domu Wojska Polskiego – reż. Stanisława Perzanowska)
- 1952: Stefan Czarniecki i... jako Hanka (Teatr Domu Wojska Polskiego – reż. Ludwik René)
- 1954: Baśka jako Jasia (Teatr Domu Wojska Polskiego – reż. Władysław Krasnowiecki)
- 1954: Wielki człowiek do małych... jako Aniela (Teatr Domu Wojska Polskiego - reż. Olga Koszutska)
- 1955: Wesele jako Zosia (Teatr Domu Wojska Polskiego - reż. Maryna Broniewska oraz Jan Świderski)
- 1956: Dobry człowiek z Seczuanu jako Szwagierka (Teatr Domu Wojska Polskiego - reż. Ludwik René)
- 1957: Damy i huzary jako Zofia (Teatr Domu Wojska Polskiego)
- 1958: Wizyta starszej pani jako Pierwsza kobieta (Teatr Dramatyczny - reż. Ludwik René)
- 1958: Pan Puntila i jego sługa Matti jako Telefonistka (Teatr Dramatyczny – reż. Konrad Swinarski)
- 1960: Diabeł i Pan Bóg jako nauczycielka (Teatr Dramatyczny - reż. Ludwik René)
- 1960: Makbet jako Dama dworu (Teatr Dramatyczny - reż. Bohdan Korzeniewski)
- 1963: Wizyta starszej pani jako Pierwsza kobieta (Teatr Dramatyczny - reż. Ludwik René)
- 1963: Dziewiąty sprawiedliwy jako Niewiasta pierwsza (Teatr Dramatyczny - reż. Ludwik René)
- 1964: Don Juan, czyli miłość do geometrii jako Donna Viola (Teatr Dramatyczny - reż. Ludwik René)
- 1965: Po upadku (Teatr Dramatyczny - reż. Ludwik René)
- 1965: Urząd jako kobieta z chóru (Teatr Dramatyczny - reż. Władysław Krzemiński)
- 1966: Meteor jako Członkini Armii Zbawienia (Teatr Dramatyczny - reż. Ludwik René)
- 1967: Mądremu biada jako Gość (Teatr Dramatyczny - reż. Ludwik René)
- 1967: Anabaptyści jako księżna Synaju, Pani Langermann (Teatr Dramatyczny - reż. Ludwik René)
- 1968: Idiota jako Warwara (Teatr Dramatyczny – reż. Stanisław Brejdygant)
- 1968: Alicja prowadzi śledztwo jako Zuzanna Brissard (Teatr Telewizji – reż. Edward Dziewoński)
- 1970: Operetka jako Dama (Teatr Dramatyczny – reż. Maciej Prus)
- 1970: Marchołt gruby a sprośny jako Anna (Teatr Dramatyczny - reż. Ludwik René)
- 1972: Elektra jako kobieta (Teatr Telewizji - reż. Ludwik René)
- 1972: Człowiek znikąd jako Druga kobieta (Teatr Dramatyczny - reż. Ludwik René)
- 1973: Kłamstwo(Teatr Dramatyczny – reż. Andrzej Łapicki)
- 1973: Kochankowie klasztoru Valdemosa jako Amelia (Teatr Polskiego Radia – reż. Andrzej Łapicki)
- 1980: Operetka jako Dama (Teatr Dramatyczny – reż. Maciej Prus)
- 1981: Awaria jako babcia (Teatr Dramatyczny – reż. Halina Dobrowolska)
- 1983: Operetka jako Dama (Teatr Dramatyczny - reż. Maciej Prus)
- 1986: Don Juan jako Francisque (Teatr Dramatyczny – reż. Jan Kulczycki)